# Richard Bradley
Richard Bradley (1688 – Cambridge, 5 de novembro de 1732) foi um naturalista e botânico britânico.

## Publicações
- A Treatise on Succulent Plants (1710).
- New Improvements of Planting and Gardening both Philosophical and Practical (1717.
- The History of Succulent Plants (1717).
- A General Treatise on Husbandry and Gardening (1723).
- A survey of Ancient Husbandry and Gardening Collected from the Greeks and Romans (1725).
- The Riches of a Hop Garden Explained (1729).
- A Dictionary of Plants, Their Description and Use (1747).